# Hydropsyche pylades
Hydropsyche pylades là một loài Trichoptera trong họ Hydropsychidae. Chúng phân bố ở miền Cổ bắc.